# Renault 9 a 11

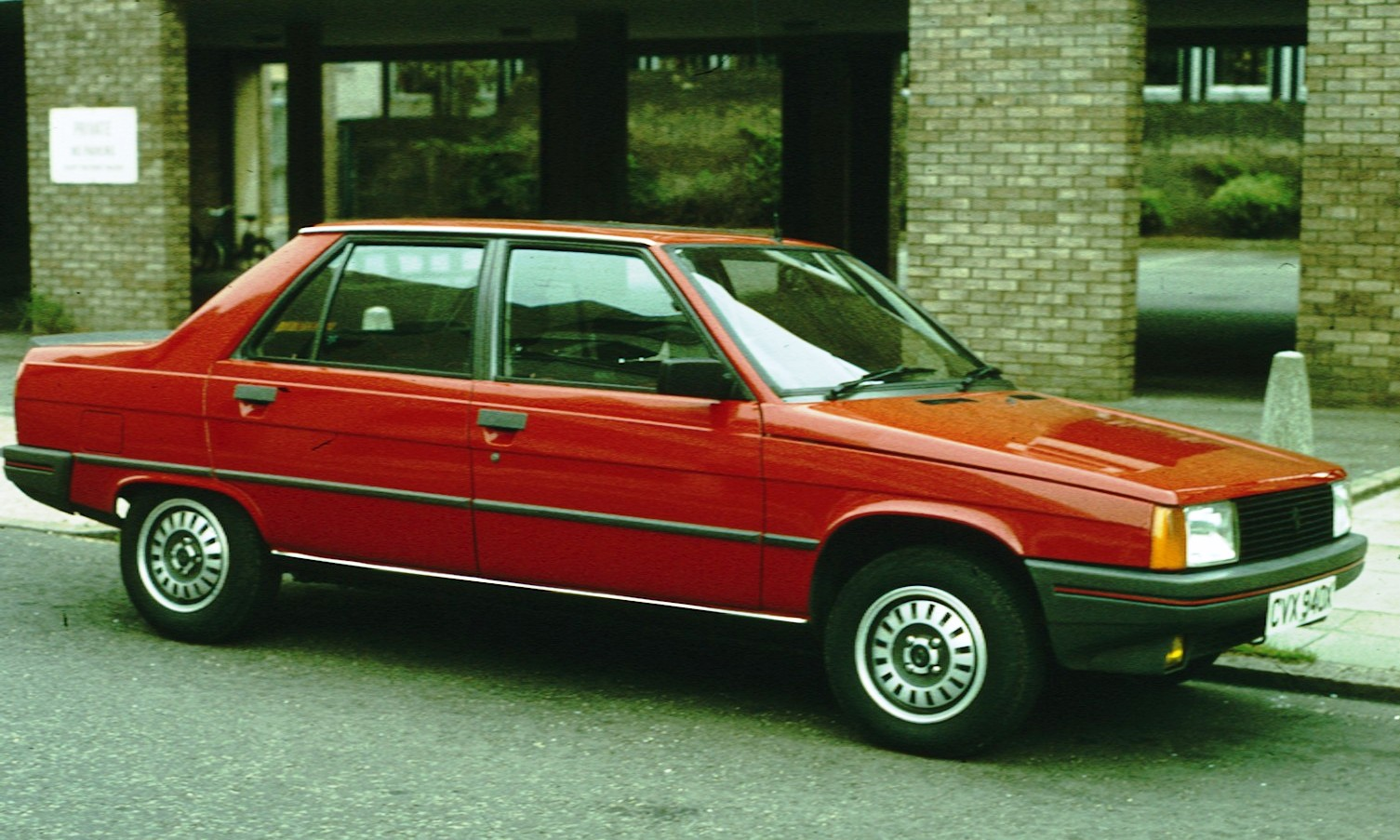
Renault 9

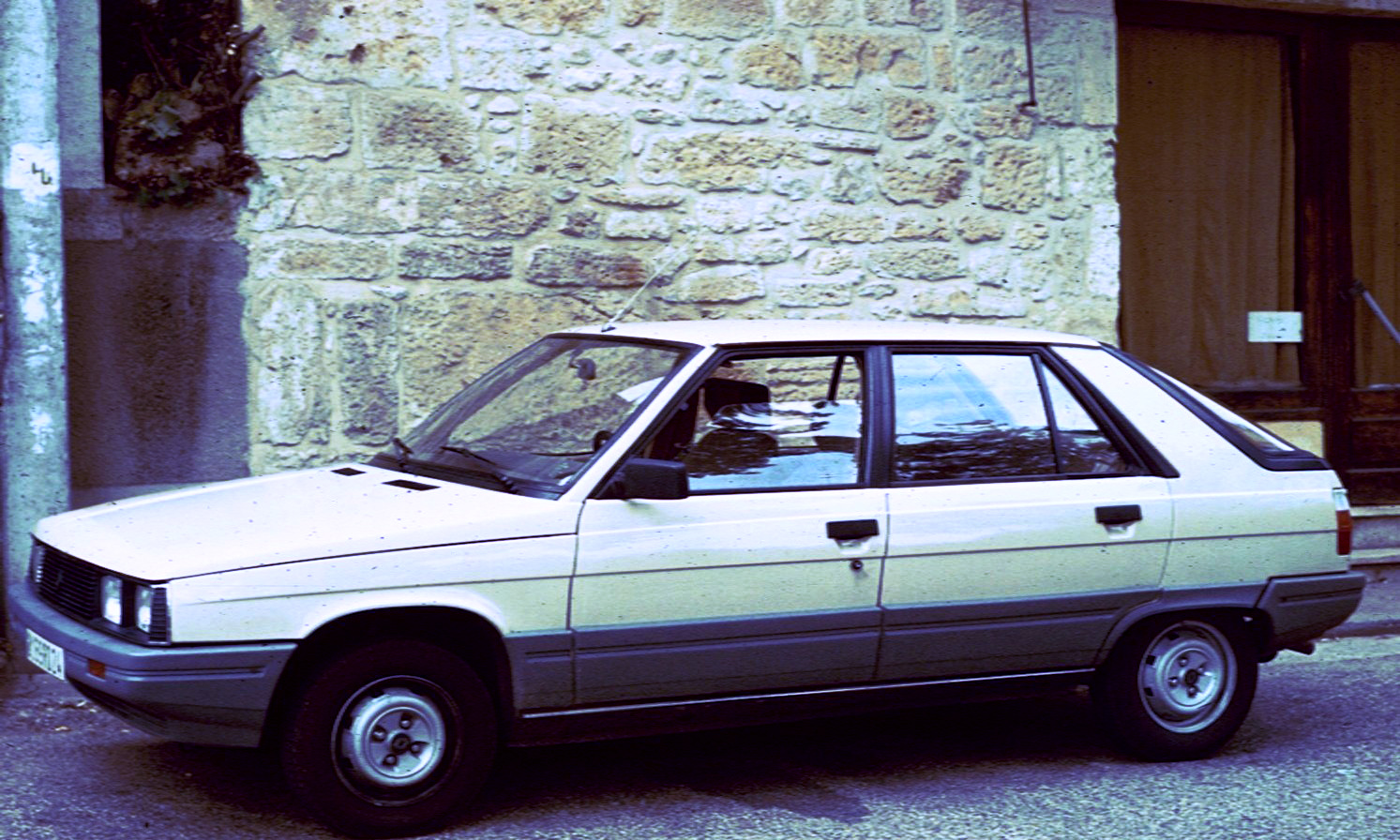
Renault 11

Renault 9 a 11 jsou automobily, které v letech 1981 až 1988 vyráběla francouzská automobilka Renault. Model 9 se vyráběl jako sedan (čtyřdveřový), zatímco 11 coby hatchback (třídveřový a pětidveřový). Konstruktérem obou modelů byl Robert Opron. Model 9 byl roku 1982 oceněn jako Evropské auto roku. Pro severoamerický trh byly automobily vyráběny společností American Motors a distribuovány pod názvy Renault Alliance a Renault Encore. Ve Spojených státech byly sedany vyráběny také jako dvoudveřové (na rozdíl od Evropy, kde byly dostupné pouze čtyř), a to jak s pevnou střechou, tak i kabriolety. V Turecku se vozy vyráběly až do roku 2000.